# James A. Levine
Pour les articles homonymes, voir Levine.
James A. Levine est un médecin britannique né en 1963 en Angleterre. Il est professeur émérite d'endocrinologie et de recherche en nutrition à la clinique Mayo aux États-Unis.

## Biographie
Il étudie la médecine à Cambridge, puis à l'Université de Londres (jusqu'en 1988). Il va ensuite à la clinique Mayo, où il devient résident en médecine interne (1992-1995), Fellow en endocrinologie  (1995-1998), professeur, puis directeur de l'institut d'obésité (2014-2017). Pendant ce long séjour à Mayo, il fait des courts séjours dans d'autres universités, comme en 2010 où il va à l'université Case Western Reserve. 
Il co-dirige l'institut Solutions pour l'obésité et préside 5 chaires permanentes à l'Université d'État de l'Arizona.
Il est expert auprès des Nations unies. Il est aussi membre d'un comité consultatif sur le cancer auprès du président des Etats-Unis. Il est membre du Comité du Centre international pour enfants disparus et sexuellement exploités.
Depuis novembre 2017, il préside la Fondation Ipsen à Paris, et dirige l'Institut des maladies rares de cette fondation.

## Innovation
Il invente le tapis roulant de bureau en 2005, destiné à permettre un travail sur ordinateur tout en restant debout et en dépensant des calories,,,.

## Livres de vulgarisation
- Move a Little, Lose a Lot, avec Selene Yeager, Harmony; 1re édition (2009),  (ISBN 978-0307408556)
- Get Up!: Why Your Chair is Killing You and What You Can Do About It, St. Martin's Press (2014),  (ISBN 978-1137278999)Ce livre est partiellement auto-biographique : l'auteur décrit comment il est sorti de l'obésité dans sa jeunesse, après un divorce suivi d'une dépression[6],[7],[8].

## Romans
Il est l’auteur de 2 romans, dont le plus connu est The Blue Note, traduit dans une vingtaine de langues et salué par la critique en France,,.  
- The Blue Note,  (ISBN 9780385528726). Traduction française : Le Cahier bleu, Buchet-Chastel, 2010.
- Bingo’s Run , Randomhouse, 2014,  (ISBN 9781400068838). Traduction française : Bingo's Run, Piranha, 2015,  (ISBN 9782371190122).